# Philipsons

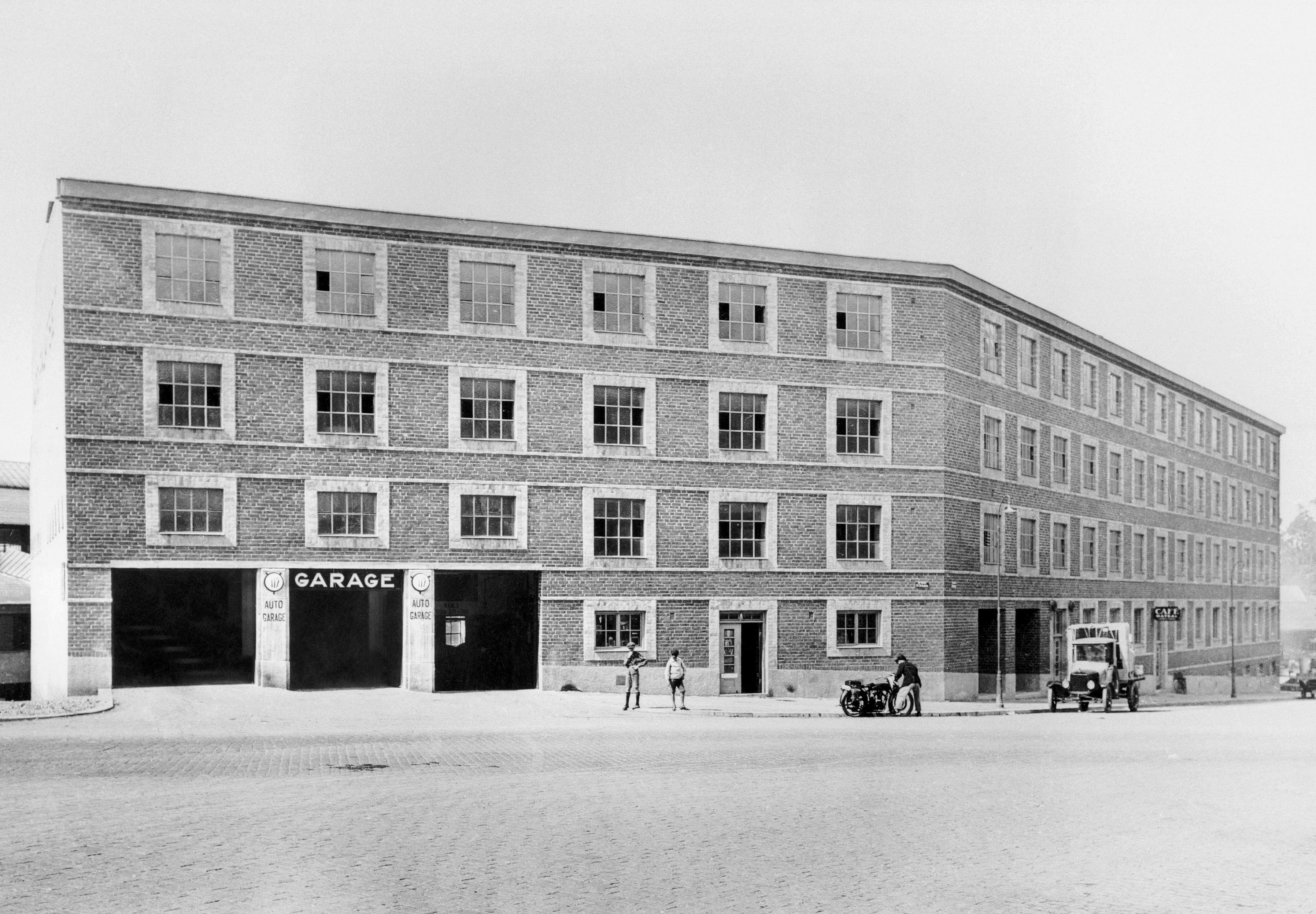
Philipsons nybyggda Automobilpalatset i Stockholm, 1920-tal.

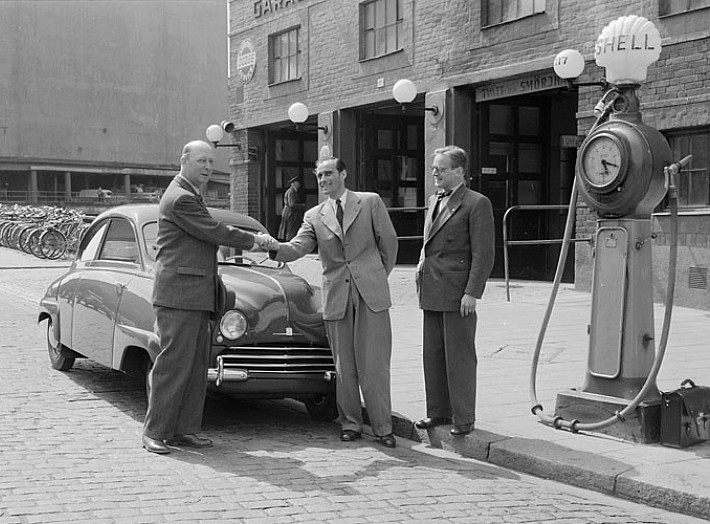
Gunnar V. Philipson (t.v.) och en Saab 92 framför Automobilpalatset, 1950-tal.

Philipson Bil AB (tidigare Philipsons Automobil AB) var en svensk bilimportör. Under ledning av Gunnar V. Philipson blev företaget 1931 Sveriges förste generalagent för Daimler-Benz.

## Historia
År 1926 lät företaget uppföra Automobilpalatset efter ritningar av arkitekt Erik Amundson och dennes bror ingenjören Sixten Amundson. Den stora anläggningen låg i kvarteret Härden, hörnet Norra stationsgatan / Sankt Eriksgatan / Dalagatan och upptog hela kvarterets östra del.
Å 1937 övertogs J.V. Svensons Motorfabrik av Gunnar V. Philipson. Under Philipsons Automobil AB:s ledning kom anläggningen i Augustendal (idag Nacka Strand) att fungera som sammansättningsfabrik för bland andra DKW, Dodge och senare Mercedes. Gunnar Philipson planerade ett eget bilmärke under namnet Philipin men endast en bil kom att tillverkas. Belgiska IMA ägdes av Philipson Automobil AB och hade grundats av Gunnar Philipson 1951 som generalagent i Belgien för Daimler-Benz.
Gunnar Philipson var gift med Märta Philipson (1917–1997) som ärvde företagsimperiet efter makens bortgång 1970. År 1976 tvingades Philipsons att lämna över agenturen av Auto Union till Svenska Volkswagen. De hade haft agenturen sedan 1930-talet. I samband med att familjeföretaget Philipsons omstrukturerades i mitten av 1980-talet tillkom nya aktieägare med intresse för fastighetsförvaltning. Ett nytt moderbolag, som senare blev Arcona, bildades kring fastighetsintressena, och bilföretaget blev dotterbolag.
Philipsons återförsäljarverksamhet av bilar stod på sin höjd i mitten av 1980-talet för att gradvis krympa. År 2011 uppgick de tre återstående anläggningarna i Falun, Karlstad och Örebro i den finska återförsäljaren Veho bil.